# یواس‌اس اردنت (اس‌پی-۶۸۰)
یواس‌اس اردنت (اس‌پی-۶۸۰) (به انگلیسی: USS Ardent (SP-680)) یک کشتی بود که طول آن ۱۰۶ فوت ۲ اینچ (۳۲٫۳۶ متر) بود. این کشتی در سال ۱۹۰۲ ساخته شد.